# Punta de la Moresca
La Punta de la Moresca és un cap de la costa de la Marenda del terme comunal de Portvendres, a la comarca del Rosselló (Catalunya del Nord). Està situada a la zona nord del terme de Portvendres, al nord de la vila i al nord-oest de l'Ansa de la Moresca. Forma part del massís del Cap Gros.